# Иван Златанов (Голишани)
Вижте пояснителната страница за други личности с името Иван Златанов.
Иван (Йован, Ване) Златанов – Мухтара, известен в гръцките източници като Златан войвода, Йоанис или Ванис Златанис (на гръцки: βοεβόδα Ζλατάν, Ιωάννης, Βάννης Ζλατάν, Γιοβάν Ζλατάν) е български революционер, четник-десетник на Вътрешната македоно-одринска революционна организация.

## Биография
Иван Мухтара е роден в берското село Голишани, тогава в Османската империя, днес в Гърция. В началото на XX век е ръководител на патриаршистите в селото и е епитроп на гръцкото училище, финансирано от гръцкото консулство в Солун, но в 1905 година цялото село преминава под върховенството на Българската екзархия, неколкократно е нападано от андартски чети и е определяно от гръцки автори като „фанатично екзархийско“..
На 7 юли 1907 година андартите Телос Аграс и куриерът му Андон Минга са пленени от чета на ВМОРО и са обесени между селата Владово и Техово. Според гръцките извори Аграс и Минга са пленени при преговори с Иван Мухтара, Георги Касапчето от Месимер или Георги Мучитанов - Касапчето и Михаил Хандури. Целта на Аграс е да ги привлече на гръцка страна и да развали българо-влашкия съюз в Ениджевардарско, но вместо това е пленен и по-късно убит. Христо Силянов, позовавайки се на турски вестник, твърди че Аграс и Минга са пленени след като четата им е разбита в сражение.
На 1 юли 1909 година Иван Мухтара е убит на пътя между Бер и родното му село от андарти, по нареждане на гръцкия комитет в Негуш.